# Баки, Наоми
Наоми Баки (фр. Naomi Baki, род. 1985 г., Рага, Западный Бахр-эль-Газаль) — французская и южносуданская писательница.
Известна благодаря своей книге «Я ещё жива: Десятилетнее странствие из Судана в Европу» (фр. Je suis encore vivante, Dix ans d'errance du Soudan à l'Europe). В ней Наоми описывает своё бегство из охваченного гражданской войной Судана и обретение убежища во Франции.

## Биография
Родилась в 1985 году в городе Рага, в провинции Западный Бахр-эль-Газаль, в зажиточной семье католиков из народа гбайя. Вместе с Наоми в семье было двенадцать детей.
Отец был директором школы и сотрудником министерства образования, выступал за независимость Южного Судана. Во время гражданской войны он был арестован, подвергнут пыткам и убит.
Незадолго до своего четырнадцатого дня рождения, Наоми бежала из страны. Во время скитаний она попала в рабство, была изнасилована и вынужденно приняла ислам. Её путь пролегал через Хартум, Саудовскую Аравию, Йемен и Сирию. Там, в Алеппо, у неё родилась дочь Каролина. С ребёнком на руках, Наоми перешла турецкую границу и прибыла в Грецию. Однако ей не удалось получить там статус беженки.
Наконец, в 2011 году, она получила убежище во Франции. Здесь она нашла работу и жильё, начала изучать французский язык и описала все свои злоключения в книге.
Книга вышла в 2013 году и привлекла внимание общественности. У Наоми стали брать интервью для газет и телевидения, приглашать для выступления в школах и церквях.
В настоящее время она живёт со своей дочерью в департаменте Эна. Побывала за границей, посетила Венгрию и США. Занимается сбором средств на развитие образования женщин в южносуданском городе Вау.